# キュールエンターテインメント
株式会社キュールエンターテインメント（英文社名：Querl ENTERTAINMENT）は、福岡県福岡市中央区大名に所在するモデル事務所。主に九州地域を中心に、テレビ・CM・雑誌等へのモデル、タレントの派遣を行っている。
東京のモデル事務所エッジモデルエージェンシーの福岡オフィスとして博多区に設立され、その後2012年8月に同社より独立した際に現在の社名となった。
社名にある「キュール」は、英語の"cute"(キュート)、"cool"(クール)、"girl"(ガール)の3つを合わせた造語であり、「cuteでcoolなガールズエンターテイメント」という同社のモットーを表すものとなっている。

## 沿革
- 2012年8月22日 - エッジモデルエージェンシーの福岡オフィスが独立。社名を「キュールエンターテインメント」と改め、営業を開始する[1]。
- 2015年7月7日 - 事業拡大に伴い、本社を現在の所在地に移転[1][3]。

## 所属モデル・タレント
※2023年5月現在。
- 矢野由希子
- 藤田可菜
- 松村来夢
- 山口瑠香
- 中島もも
- 野崎あいか
- 三浦歌織
- 山田るい
- 坂本リサ
- 林舞美
- 晴菜
- 煌海優妃
- 若杉リリア

## 過去の所属モデル・タレント
- 吉崎綾